# Euphorbia lasiocarpa
Euphorbia lasiocarpa là một loài thực vật có hoa trong họ Đại kích. Loài này được Klotzsch mô tả khoa học đầu tiên năm 1843.